# Zeven jaar in Tibet
Zeven jaar in Tibet is een waargebeurd avonturenverhaal geschreven door de Oostenrijkse bergbeklimmer en voormalige SS'er Heinrich Harrer. Het boek is gebaseerd op zijn ervaringen in Tibet tussen 1944 en 1951, tijdens de Tweede Wereldoorlog en de periode voor de Chinese inval in Tibet in 1950.

## Inhoud
Het verhaal gaat over Heinrich Harrer en Peter Aufschnaiter, die in 1939 tijdens een bergtocht in India worden gevangen door het Brits-Indische leger. In 1944 ontsnappen ze en vluchten naar Tibet. Daar krijgen ze bevel terug te keren naar India. Door zichzelf te vermommen weten ze Lhasa te bereiken, waar ze wel hartelijk worden ontvangen.
Harrer wordt hier voorgesteld aan Tenzin Gyatso, de toekomstige 14e dalai lama. Hij wordt zijn mentor en goede vriend. Harrer en Aufschnaiter blijven in de regio tot het Chinese leger in 1950 Tibet binnenvalt.

## Verfilmingen
Het boek is tweemaal verfilmd. De eerste film verscheen in 1956, en was een 76-minuten durende documentaire. De tweede film verscheen in 1997. Dit was een speelfilm met Brad Pitt en David Thewlis in de hoofdrollen.

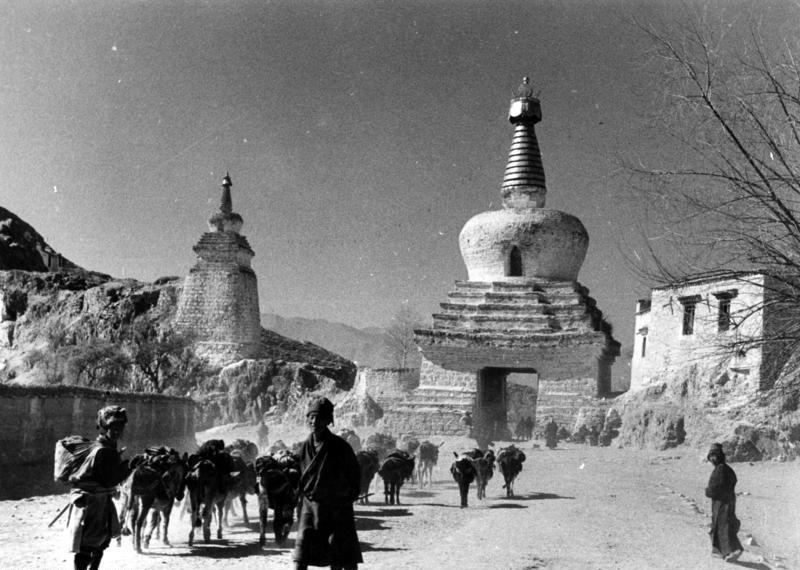
Foto gemaakt tijdens expeditie
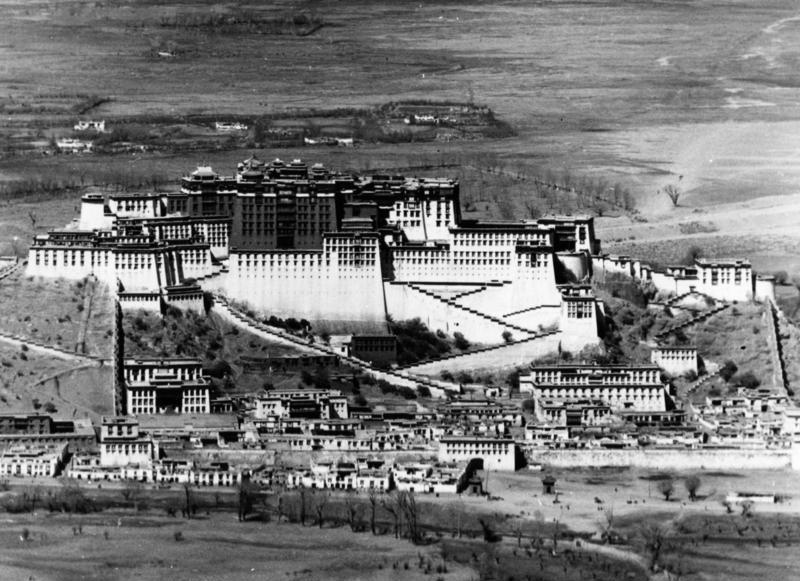
Foto gemaakt tijdens expeditie